# 沃东库尔 (默兹省)
沃东库尔（法語：Vaudoncourt，法語發音：[vodɔ̃kuʁ] ⓘ）是法国默兹省的一个市镇，属于凡尔登区。

## 地理
沃东库尔（49°19'4"N, 5°38'55"E）面积6.02 平方千米，位于法国大東部大區默兹省，该省份为法国西北部内陆省份，北与比利时接壤，西接马恩省和阿登省，南至上马恩省和孚日省，东临默尔特-摩泽尔省。
与沃东库尔接壤的市镇（或旧市镇、城区）包括：古兰库尔、卢瓦松、米泽赖、瑟农、斯潘库尔。

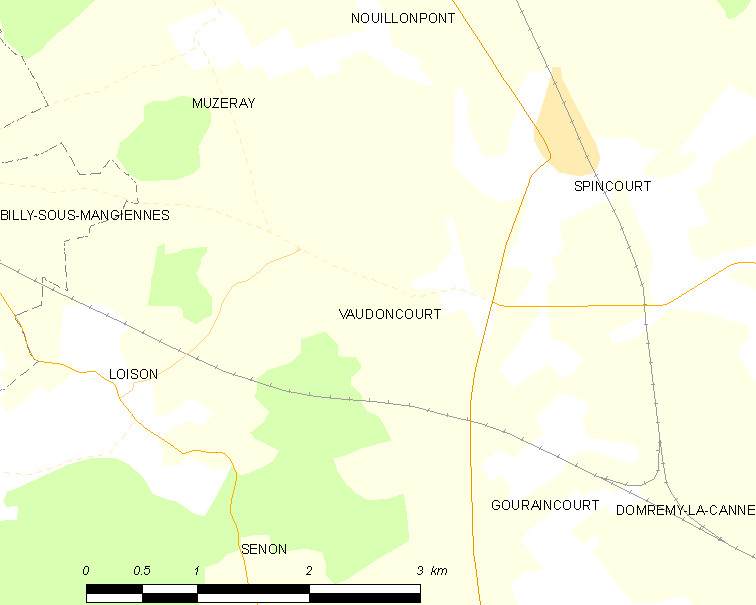
的OSM定位图

沃东库尔的时区为UTC+01:00、UTC+02:00（夏令时）。

## 行政
沃东库尔的邮政编码为55230，INSEE市镇编码为55535。

## 政治
沃东库尔所属的省级选区为布利尼县。

## 人口

1962-2008年间人口变化图示

沃东库尔于2022年1月1日时的人口数量为79人。